# Мармарис
Мармарис (на турски: Marmaris) е град във вилает Мугла на Турция.

## География
Мармарис е един от най-оживените градове и важен курортен и пристанищен град на егейското и средиземноморското крайбрежие на Турция, където целият курортен живот протича не между стените на хотелите, а на улиците, на прекрасната крайбрежна ивица, в кафенетата на открито, в ресторантите, баровете и дискотеките. Най-знаменитите от тях се намират на Bar Street-улица с повече от 40 дискотеки и барове една до друга, която не стихва до 5 часа сутринта. Населението му е 97 818 души (2022), но през лятото заедно с курортистите градът с прилежащия район събира над 400 хил. души.

## История
Не е изяснено точно кога е създадено селището, но данните показват, че към 6 век пр.н.е. селището е било познато под името Фискос, част от Кария. Градът е бил част от Римската империя, по-късно Византия. В началото на 16 век се разгарят ожесточени битки между османците и рицарите кръстоносци за контрол над града и близките острови Додеканези. Замъкът в Мармарис е възстановен през 1522 от османския султан Сюлейман. Под егидата на Министерството на културата крепостта е била преобразувана в музей. Има седем галерии, от които най-голямата се използва като изложбена зала и дворът е украсен със сезонни цветя.
Мармарис е един от най-известните турски курорти.

## Квартали
Един от най-лазурните и приятни за почивка квартали на Мармарис е „Ичмелер“, намиращ се на 8 км. от центъра на града. В него има много хотели и живописно сливане на планина с море и страхотни гледки. Този квартал е богат на магазини екзотична природа (бял и розов зокум), различни видове палми, портокалови дръвчета. В превод името му означава „изгубен рай“ и това като че ли е истина: тук има широки пясъчни плажове, зелени планински хълмове, вода чиято кристална чистота се дължи на вливащите в морето планински извори. А атмосферата може да се определи най-точно като „вилна“: тук е пълно с цветя, малки кафенца и симпатични малки хотелчета.

## Климат
Мармарис има средиземноморски климат и се характеризира с горещо лято и мека зима. През летния сезон температурите могат да достигнат 45 °C. Зимите са предимно дъждовни. Годишните валежи могат да достигнат 1181.8 милиметра. Много туристи избират да почиват в Мармарис през септември и октомври.

## Забавления
В Мармарис има възможност за много водни спортове. Има 3 аквапарка. Има възможност за близки и далечни екскурзии:
- до близкия остров Родос с катамаран за около 1 час;
- круиз до Острова на костенурките през делтата на река Далян, като по пътя се виждат издълбани в скалите древни гробници и на края на делтата до Изтузу Бийч, характерен с широката си плажна ивица и много ситен пясък;
- круиз до Острова на Клеопатра, известен с характерния си пясък във вид на ситни топчета;
- до Памуккале
- до Фетие и „мъртвия залив“

## Туристически обекти в близост
Далян, намиращ се 85 км от Мармарис, е разположен на югозападното средиземноморско крайбрежие на Турция. Районът е известен с изключителното си природно богатство. Река Далян минава през града, като тук лодките са предпочитаното средство за пътуване до всички популярни места наоколо. Градът има непокътната и спокойна ваканционна среда въпреки масовия туризъм. В Далян се срещат над 100 вида птици, като тук е място за размножаване за повече от три разновидности костенурки. Разходка с лодка от града отвежда до „Плажа на костенурките“ Изтузу - защитена зона и едно от местата за гнездене на застрашените костенурки Карета. Този вид костенурки съществуват повече от 100 милиона години. Костенурките снасят яйцата си в периода между май и октомври и плажът остава затворен между 20:00 и 8:00 часа, за да се улесни това. „Плажът на костенурките“ в Далян е обявен за „Най-доброто открито пространство в Европа“ от списание Times.
В Далян се намират и гробниците на ликийски и карийски владетели, издълбани в скалите над града, датиращи от 4 в пр.н.е. Руините на древногръцкия полис Каунос се намират наблизо от другата страна на реката и до тях може да се стигне чрез кратко 30 мин пътуване с лодка. От останките на града има прекрасна гледка към Плажа на костенурките.